# Сан Игнасио ла Нопалера, Багатеља (Точтепек)
Сан Игнасио ла Нопалера, Багатеља (шп. San Ignacio la Nopalera, Bagatella) насеље је у Мексику у савезној држави Пуебла у општини Точтепек. Насеље се налази на надморској висини од 1977 м.

## Становништво
Према подацима из 2010. године у насељу је живело 5 становника.

### Хронологија
| Година       | 2000          | 2005 | 2010 |
| ------------ | ------------- | ---- | ---- |
| Становништво | 128 (57 / 71) | 9    | 5    |

### Попис
| # | Индикатор                     | Вредност |
| - | ----------------------------- | -------- |
| 1 | Укупно домаћинстава           | 1        |
| 2 | Укупно насељених домаћинстава | 1        |
| 3 | Величина локације             | 1        |